# I. e. 7
Évszázadok: i. e. 2. század – i. e. 1. század – 1. század
Évtizedek: i. e. 50-es évek – i. e. 40-es évek – i. e. 30-as évek – i. e. 20-as évek – i. e. 10-es évek – i. e. 1-es évek – 1-es évek – 10-es évek – 20-as évek – 30-as évek – 40-es évek
Évek: i. e. 12 – i. e. 11 – i. e. 10 – i. e. 9 –  i. e. 8 – i. e. 7 – i. e. 6 – i. e. 5 – i. e. 4 – i. e. 3 – i. e. 2

## Események

### Római Birodalom
- Tiberius Claudius Nerót és Cnaeus Calpurnius Pisót választják consulnak.
- Tiberius diadalmenetet tart germániai győzelmeiért.
- A mai La Turbie-ban megépítik a Tropaeum Alpiumot ("Az Alpok trófeája"), amelyet Augustus császár dicsőségére emeltek, az alpesi ligurok végleges meghódoltatásáért.
- Rómában adminisztratív reformot hajtanak végre. A várost 14 kerületre osztják, felszabadított rabszolgákból tűzőrséget és éjjeli őrséget szerveznek és a császár újjáalkotja a collegia compitalitia papi testületet, amely a larok (helyi védő istenségek) kultuszáért felelt.
- Rómában 320 ezer embernek osztanak ingyen gabonát.
- Heródes júdeai király árulással vádolja és megfojtatja Mariamnétől született két fiát, Alexandroszt és Arisztobuloszt.

### Kína
- Cseng császár 44 éves korában váratlanul meghal, röviddel azután, hogy fiúgyermek hiányában unokaöccsét, Liu Hszit nevezi ki utódjának. Hszi Han Aj-ti néven lép trónra.

## Születések
- Jézus – Nem általánosan elfogadott feltételezések[1] szerint a Jupiter és a Szaturnusz ez évi nagy együttállása lehetett az alapja a betlehemi csillagnak, így i. e. 7. lehet Jézus születésének az éve.

## Halálozások
- Dionüsziosz Halikarnasszeusz, görög szónok, történetíró
- Han Cseng-ti, kínai császár
- Arisztobulosz, Heródes fia.
- Alexandrosz, jHeródes fia.

## Fordítás
- Ez a szócikk részben vagy egészben  a(z)   7 av. J.-C. című francia Wikipédia-szócikk ezen változatának fordításán alapul.  Az eredeti cikk szerkesztőit annak laptörténete sorolja fel. Ez a jelzés csupán a megfogalmazás eredetét és a szerzői jogokat jelzi, nem szolgál a cikkben szereplő információk forrásmegjelöléseként.